# Strata 3D
Strata 3D（ストラタ 3D）は、Corastar社によって開発されている3DCGソフトウェアである。短縮して、Strataともよばれる。
1990年代後半から2000年代前半にかけては、世界で最も普及している3D CGソフトの一つであった。Adobe IllustratorやPhotoshopなどのアドビシステムズ（現アドビ）製品との適合性が非常によいことから、アドビ製品に慣れたデザイナーやイラストレーターによって利用されることが主に想定されている。
2020年現在の最新バージョンは2016年リリースのCX8。日本語版は株式会社ソフトウェア・トゥーから販売されている。またソフトウェア販売プラットホームのSteamにおいて「Strata Design 3D SE」が無料で配布されている。日本語Windows版およびSteam版は2012年発売のCX7に準拠している。

## 概要
Strata 3Dは、1990年代前半に人気を集めていたClassic Mac OS向けの3DCGソフト、StrataVision 3Dの後継である。1993年に高機能版のStrataStudio Proが登場すると、StrataVision 3Dは軽量版として位置づけられることになったが、2000年にStrataVision 3DはStrataStudio Proと統合され、2002年にStrataStudioのバージョン3に相当する製品が「Strata 3Dpro」の名称で販売されることになった。
1990年代後半から2000年代前半にかけてのStrataは、どのデザイナーの家にもあるMacで利用可能な3Dソフトとしては高能力で、アドビ製ソフトと非常によく似たユーザーインターフェイスを採用していることから3D初心者のデザイナーでも簡単に使用でき、プロのデザイナーにとっては比較的安価（当時の日本円で十数万円程度で、プロフェッショナル向けソフトとしては中価格帯に位置した）といった点が評価されていた。2000年前半当時のPhotoshopでも擬似的な3Dエフェクトをかけることは可能であったが、Strataを使うことで当時としては本格的でフォトリアルな3D表現ができ、3Dを本業としない2Dイラストレーターやwebデザイナーなどが当時流行の簡単な3Dエフェクト（文字の立体化など）をかけるのに便利なソフトであったので普及した。Corastar社は1996年にはユタ州南部の民間企業の上位5位に入る規模を誇り、一時は中価格帯のソフトとしてはLightwaveなどとともに、3DCG業界の主要ソフトウェアの中に分類されるほどの売り上げを誇った。
市販の3DCGソフトとしては珍しく、ベジェサーフェス（ベジェ曲線による自由曲面）機能を搭載しているのが大きな特徴。使い勝手はAdobe Illustratorのペンツールとほぼ同じであり、そのためAdobe Illustratorに慣れたデザイナーなら、Illustratorと同じ感覚で3DCGを制作できる。Illustratorで作ったaiファイルをそのまま読み込むこともできる。ラジオシティレンダリング機能を搭載しており、同じソフト内でそのままレンダリングまで行える。プラグイン機能により、Strataでモデリングした3Dモデルやレンダリングした画像をPhotoshopのレイヤーとして直接転送することができる。さらにキーボードショートカットも一般的な3DCGソフトの標準ではなくAdobe製品の標準に準拠しているなど、Adobe製品およびAdobe製品に慣れた2Dデザイナーとの親和性は非常に高い。例えば、IllustratorのファイルをStrataで開いて3D化し、それにテクスチャーを貼ってレンダリングし、そのイメージをPhotoshopで開いて調整を加える、と言うワークフローが想定されており、「統合型3DCGソフト」と言う難解なソフトに対する学習コストをあまりかけないで、単に「Adobe製品に奥行きが加わったもの」として扱うことが可能となる。
一方で、他の一般的な統合型3DCGソフトと比較すると、ポリゴンを扱う機能は弱く、ゲーム制作などには向かない。また、アニメ機能も弱く、ムービー製作にも向かない。
2004年発売のStrata 3D CX 4でポリゴンモデリングとサブディビジョンサーフェス機能を搭載。2006年発売のStrata 3D CX 5.1では、スクリプト言語のLua言語のスクリプティングが搭載されている。そのため、Strataで作成したオブジェクトやアニメーションを使用した3Dゲームやアニメーションの開発も（2006年当時としては）容易にこなせるようになった。またStrataでは、Luaスクリプトを自作しなくても3Dゲームやアニメーションの開発が行えるよう、サードパーティーによって作成されたスクリプトを用意している。このように、バージョンアップに従ってポリゴン機能やアニメ機能は多少は改善されている。2016年発売のStrata Design 3D CX 7.6ではGoogle CardboardなどのVRデバイスに対応した。
また、Strata CX 5などとは別売の、Strata FOTO 3Dと呼ばれる製品は、写真から立体的なオブジェクトを作成するという新機能をもうけている。Strata inStudio VRは、Strataで製作したモデルをVR空間で見ることができるというソフト。

## バージョン情報
Strata Vision 3d → Strata Studio Pro Ver.1〜3 → STRATA 3D CX Ver.4〜5 → STRATA Design 3D CX Ver.6〜
CXシリーズ以前のStartaは、Strata proと呼ばれていた。

## 問題点
- 現在の最新版は解消されているが、4.2以前のStrata pro 3Dでは、「リソースパレット」と呼ばれる主要なパレットの表示に問題が起きることがあった。

- 2016年現在の最新版であるStrata Design 3D CX 8.2は完全な64bit体制ではないためMacOS Catalina（10.15）には対応していない。